# Julio De Caro
Juan Julio de Caro (Buenos Aires, 11 dicembre 1899 – Mar del Plata, 11 marzo 1980) è stato un compositore, musicista e direttore d'orchestra argentino.

## Biografia
De Caro nacque da genitori italiani a Buenos Aires in Calle Bartolomé Mitre. Nel 1913 suo padre aprì un conservatorio nel distretto di San Telmo che in breve tempo divenne uno dei punti di riferimento per la didattica e l'attività musicale della città di Buenos Aires.
Julio e suo fratello Francisco presero rispettivamente lezioni di pianoforte e di violino per poi scambiarsi gli strumenti con il consenso del padre; un terzo fratello, Emilio, prese lezioni di violino.
Nel 1915, contro il volere paterno, Julio ottenne un posto da secondo violino al Teatro Lorea per l'esecuzione di una zarzuela.
Nonostante le obiezioni del padre, i fratelli iniziarono a frequentare i recital popolari di tango a Buenos Aires.
Alcune di queste prime influenze includono i direttori d'orchestra Eduardo Arolas, Juan Carlos Cobián e Roberto Firpo.
Su iniziativa dei suoi amici, nel 1917 de Caro salì sul palco durante una performance di tango al Palais de Glace, un elegante spazio polifunzionale. Il violinista di Firpo gli prestò il proprio strumento e l'esibizione di de Caro suscitò una forte impressione cui seguì l'offerta di Eduardo Arolas di un posto fisso nella sua orchestra. Il padre di de Caro (che disdegnava la musica popolare in generale) si oppose e il giovane musicista di talento ricorse alla clandestinità per unirsi all'orchestra di Arolas, per la quale compone il suo primo tango, Mon beguin.
Alla fine, il padre costrinse il figlio diciottenne ad andarsene di casa, una decisione drastica che spinse anche il fratello Francisco ad unirsi a Julio. I due viaggiarono con l'orchestra di Arolas ottenendo successi sia in Argentina sia nel vicino Uruguay. I due fratelli contribuirono notevolmente alla fortuna dell'orchestra componendo diversi standard del repertorio del tando, fra i quali: Mala pinta, Mi encanto, Pura labia, Don Antonio, A palada, Era buena la paisana, Percanta arrepentida, Bizcochito, Gringuita e La cañada.
Un disaccordo commerciale portò de Caro e il pianista José María Rizzuti a lasciare il gruppo di Arolas nel 1919. I due formarono un quartetto con il bandoneonista Pedro Maffia e il violinista José Rosito, con cui si esibirono con successo in un caffè di fronte alla Corte Suprema argentina. Nel 1920, tuttavia, il gruppo si separa e de Caro e Rizzuti si uniscono al bandleader Osvaldo Fresedo, con il quale si esibiranno in tournée negli Stati Uniti. De Caro si trasferisce a Montevideo, dove si sposa e si unisce all'orchestra di Minotto Di Cicco (1922). Si riunisce poi con Maffia a Buenos Aires sotto la direzione di Juan Carlos Cobián, nel 1923. Il suo matrimonio finì poco dopo.

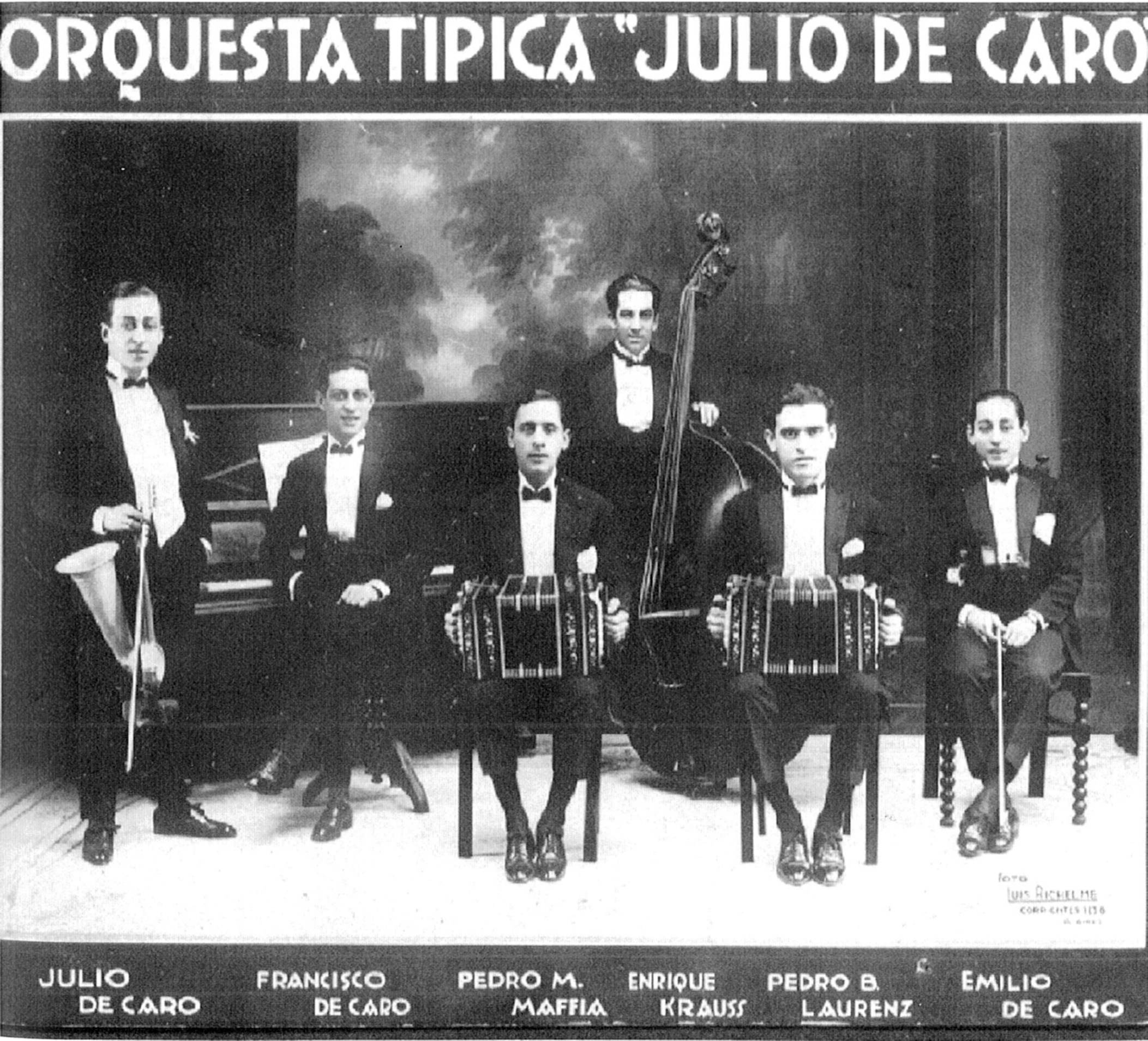
LOrquesta tipica Julio de Caro intorno al 1920.

La decisione di Cobián di seguire un interesse amoroso a New York fece sì che i fratelli de Caro si riunissero, alla fine del 1923, in cerca di una formazione orchestrale. Il loro successo a un ballo di Capodanno dell'alta società portò a contratti lucrativi in popolari caffè del centro e per un nuovo mezzo di comunicazione: la radio. L'Orquesta tipica Julio de Caro ottenne in seguito un contratto di registrazione con la RCA Victor e, nell'aprile del 1925, si esibì per Edoard VIII, principe di Galles. Il bandleader jazz statunitense Paul Whiteman introdusse de Caro al violino Stroh, più tardi nello stesso anno. Il dispositivo (un violino con un corno di cornetta a un'estremità) era stato inventato per le esibizioni radiofoniche per la sua capacità di proiettare il suono al di sopra del resto dell'orchestra, e il direttore d'orchestra lo trovò presto uno strumento indispensabile. Il celebre direttore d'orchestra compose numerosi brani in onore di alcune delle figure di spicco della vita argentina che assistevano alle sue esibizioni, in particolare il capo chirurgo Enrique Finochietto e il presidente Marcelo Torcuato de Alvear.

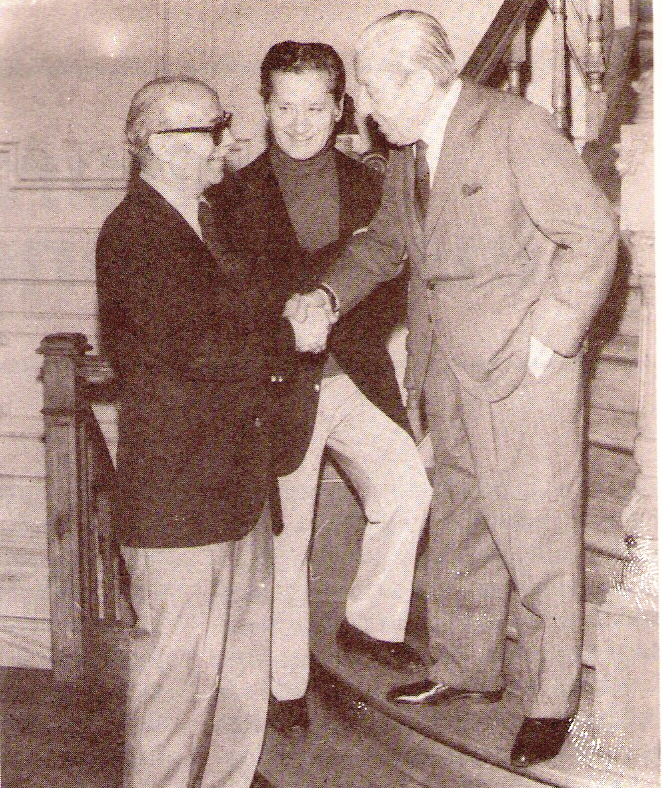
Old friends, Ernesto Sábato, Ben Molar and Julio de Caro together in 1977

L'orchestra fu invitata ad andare in tournée in Francia nel 1931. Si esibirono al Palais de la Méditerranée di Nizza per il principe Umberto di Savoia, per i gala della famiglia Rothschild e per i Paramount Studios nella produzione di Luces de Buenos Aires (una delle varie opere prodotte dagli Studios, con la partecipazione di Carlos Gardel). L'orchestra continuò a ottenere successo in Argentina, debuttando nel 1935 al teatro nazionale Colón e al Teatro dell'Opera nel 1936, dove presentarono una retrospettiva "Evoluzione del Tango" che conduceva gli spettatori attraverso lo sviluppo del repertorio dal 1870 in avanti.Una visita a sorpresa degli anziani genitori dei due fratelli alla fine di una di queste performance portò alla riconciliazione familiare.
La sua orchestra continuò ad avere un ruolo di primo piano tra gli appassionati di tango per anni, introducendo giovani talenti come ad esempio il cantante Edmundo Rivero, figura consolare del tango. Il suo pubblico, tuttavia, diminuì progressivamente e Julio de Caro si ritirò dalla sua orchestra nel 1954. Si risposò nel 1959 e tornò in studio di registrazione solo nel 1975, collaborando con l'autore Ernesto Sábato, il compositore Ben Molar, il compositore e arrangiatore Luis Stazo e altri per realizzare Los 14 de Julio de Caro . È stato premiato dal governo nazionale con la dichiarazione dell'11 dicembre (giorno del suo compleanno, che condivideva con Carlos Gardel) come “Giornata nazionale del tango”; quel giorno, nel 1977, ricevette una standing ovation all'Arena Luna Park di Buenos Aires, con tanto di applauso di Buon compleanno a te.
Julio de Caro morì nella città balneare di Mar del Plata l'11 marzo 1980, all'età di 80 anni. Fu sepolto nel cimitero Chacarita di Buenos Aires, accanto al fratello Francisco.
Tra gli altri parenti di rilievo si ricordano la cugina, la poetessa Julia de Caro (11 luglio 1917 - 26 giugno 2009) e la nipote, la schermitrice americana Natalie Julia Vie (nata il 19 aprile 1986).

## Stile musicale
A partire dal 1928 e nei successivi anni Trenta de Caro acquista fama internazionale grazie alla sua produzione musicale. Alcuni dei brani più rappresentativi e incisivi della sua produzione di quel periodo sono divenuti standard del repertorio, quali ad esempio Tierra querida, Copacabana, Olimpia e in particolare Mala junta.
La musica di de Caro produsse un impatto innovativo nel panorama dei generi musicali legati al repertorio del Tango argentino. Distanziandosi dai suoi contemporanei Francisco Canaro e Roberto Firpo, esponenti della generazione precedente, la caratteristica principale di de Caro risiede nel coniugare lo stile sinfonico colto di matrice europea con le tessiture vernacolari di Buenos Aires, venendo incontro al gusto melodico per il bel canto tipico degli immigrati italiani ma su una forte base ritmica di stampo creolo. Lo stile risultante era estremamente provocativo: esso mischiava infatti la sala da concerti con la musica delle strade dei barrios porteni, aprendo la via a compositori successivi come Osvaldo Pugliese.

## Opere
- A mi violín corneta, Tango (1975)
- Aquella noche, Tango
- El arranque, Tango (1948)
- El bajel, Tango
- Bizcochito, Tango
- Boedo, Tango (1927)
- Buen amigo, Tango
- Calla corazón calla, Tango (1954)
- Canción de amor, Vals
- Chile lindo, Tango
- Colombina (Teresita), Tango
- Como nos divertimos, Tango (1930)
- El contrapunto, Milonga
- Copacabana (Nido de amor), Tango (1927)
- De rompe y raja, Tango
- El desquite, Tango
- Un dilema, Tango
- Farolero, Tango (1934)
- Fresedo, Tango
- Guardia vieja, Tango
- Ilusión de pierrot, Vals
- Jamás podré olvidarte, Vals (1932)
- Loca ilusión, Tango
- Luna de miel, Tango (1931)
- Mala cría, Tango
- Mala junta, Tango
- Mala pinta, Tango
- El malevo, Tango (1928)
- El mareo, Tango
- Maridito mío, Tango
- El monito, Tango
- Mitre 975, Tango
- Los muchachos, Tango
- Noche callada, Tango
- Olympia, Tango (1927)
- Orgullo criollo, Tango
- Para Corrientes, Tango (1953)
- Parlamento, Tango (1927)
- Percanta arrepentida, Tango
- Piazzolla, Tango
- Pienso en ti, Vals (1936)
- Poema de amor, Tango
- Primavera, Tango (1925)
- Primer amor, Tango
- Pulgarín, Tango
- Punto y banca, Tango (1950)
- Quién dijo miedo, Tango (1932)
- La rayuela, Tango (1926)
- Recuerdo para Villoldo, Tango
- Rosita, Vals
- Si preguntan por mí, Tango
- Sin manchas en mi corazón, Tango (1975)
- Te perdono, Tango
- Tierra querida, Tango
- Tiny Tango
- Todo corazón, Tango
- Todo el año es carnaval, Tango
- Y.P.F., Tango
- Yo me quiero divertir, Tango